# Juan Bautista Vitón
Juan Bautista Vitón (1780-1868) fue un político, comerciante y militar español que sirvió en Buenos Aires como teniente del Cuerpo de Voluntarios Artilleros de la Unión, una unidad militar creada durante las invasiones inglesas del Río de la Plata.
Nació en Cádiz, España, hijo de Ramón Vitón y María Isabel Santibañez, perteneciente a una distinguida familia. Había llegado hacia el año 1800 a Buenos Aires, donde se casó con Margarita López de Barrios y Chiclana, hija de Nicolás López de Barrios y María Victoria Chiclana, hermana de Feliciano Antonio Chiclana.
Tuvo una activa participación militar durante las invasiones británicas del Río de la Plata, sirviendo como teniente de artillería en el Cuerpo de Voluntarios Artilleros de la Unión, siendo parte de las principales escaramuzas contra las tropas inglesas. Debido a su oposición a la causa de la Revolución de Mayo, fue confinado a la provincia de La Rioja.